# Săptămâna Roșie
Săptămâna Roșie a fost numele dat celor șapte zile de tulburări din iunie 1914 din Regatul Italiei. În această săptămână, au izbucnit mai multe rebeliuni și acțiuni greviste în Italia, în proviciile Romagna și Marche.

Harta a Italiei cu regiunile în care au apărut tulburările în „Săptămâna Roşie”.

## Originile „Săptămânii Roșii”
Demonstranții protestau ca răspuns la o serie de reforme introduse de primul ministru Giovanni Giolitti, care urmărea „absorbirea” clasei muncitoare în sistemul liberal. În ciuda lărgirii dreptului la vot și a schimbării politicilor guvernamentale în ceea ce privește conflictele de muncă (în favoarea muncitorilor), în marile orașe au fost făcute chemări la greva generală, care să sprijine demonstrațiile publice, care fuseseră cauzate la rândul lor de uciderea a trei protestatori socialiști. În cele din urmă, dată fiind natura Partidului Socialist Italian, greva generală a fost prost coordonată, iar tulburările au fost potolite de trupele guvernamentale.

## Efectele
Săptămâna Roșie a speriat clasa medie italiană și a demonstrat că problemele unificării țării erau altele decât cele care apăreau în cazul unei națiuni tinere. Intregul proces de reunificare (Risorgimento) nu a reușit să distrugă inegalitățile dintre nordul industrializat și sudul agrar – nevoile celor două regiuni nu puteau fi sadisfăcute simultan de politicile liberale ale lui Giolitti.
După evenimentele din 1914, editorialele lui Benito Mussolini din ziarul politic Avanti! chemau la inițierea unor măsuri mai radicale împotriva guvernului italian. Intrarea Italiei în luptele primului război mondial după evenimentele cunoscute ca „Săptămâna Roșie” s-a datorat în mare parte pledoariilor naționaliste și antiguvernamentale ale unor oameni precum Mussolini, care înfierau nehotărârea cabinetului în privința participării la război.